# Сива лисконога
Сива лисконога (лат. Phalaropus fulicarius) је мала птица водених станишта. Ова лисконога се гнезди у арктичким регионима Северне Америке и Евроазије. Миграторна је птица и, необично за мочвару, мигрира углавном океанским рутама, зимујући на мору тропских океана.

## Таксономија
Године 1750, енглески природњак Џорџ Едвардс је укључио илустрацију и опис сиву лисконогу у трећи том своје књиге „Природна историја необичних птица“ . Користио је енглески назив „The Red-footed Tringa“. Едвардс је свој ручно обојени гравуру засновао на сачуваном примерку који је Џејмс Ишам донео у Лондон из области Хадсоновог залива у Канади. Када је шведски природњак Карл фон Лине ажурирао своју Systema Naturae за десето издање 1758. године, укључио је сиву лисконогу и сместио га са лисконогама и спрудницима у род Tringa. Лине је укључио кратак опис, сковао биномски назив Tringa fulicaria и цитирао Едвардсов рад. Сива лисконога је сада једна од три врсте сврстане у род Phalaropus који је 1760. године увео француски зоолог Матирен Жак Брисон. Врста је монотипска: нису препознате подврсте.
Енглески називи и називи рода за лисконоге потиче од француског phalarope и научног латинског Phalaropus од старогрчког phalaris, „лиска“, и pous, „стопало“. Специфична реч fulicarius потиче од латинске речи fulica, што значи „лиска“. И лиске и лисконоге имају режњеве на прстима.

## Опис
Сива лисконога је  21 цм дужине, са режњевима на прстима и равним кљуном, нешто дебљим него код црвеноврате лисконоге. Женка у перју за размножавање је претежно тамносмеђе и црне боје одозго, са црвеним доњим делом тела и белим мрљама на образима. Кљун је жут, са црним врхом. Мужјак у перју за размножавање је тупија верзија женке. Младе птице су светло сиве и смеђе одозго, са жућкастим доњим делом тела и тамном мрљом кроз око. Зими је перје углавном сиво одозго и бело одоздо, али је црни очни појас увек присутан. Кљун је црн зими. Њихов зов је кратак "beek".
| Стандардне мере | Стандардне мере |
| --------------- | --------------- |
| дужина          | 200-230 мм      |
| тежина          | 55 гр           |
| распон крила    | 430 мм          |
| крило           | 121-132 мм      |
| реп             | 58.5-67,1 mm    |
| горњи део књуна | 21-23 мм        |
| ноге            | 21.8-23 мм      |

## Гнежђење
Типичне птичје полне улоге су обрнуте код све три врсте плисконогих. Женке су веће и светлије обојене од мужјака. Женке прогоне мужјаке, такмиче се за територију гнежђења и агресивно ће бранити своја гнезда и изабране партнере. Када женке положе своја маслинасто-смеђа јаја, започињу своју миграцију ка југу, остављајући мужјаке да инкубирају јаја и брину се о младима. Три до шест јаја се полажу у гнездо на земљи близу воде. Инкубација траје 18 или 19 дана. Младунци се углавном сами хране и способни су да лете у року од 18 дана од рођења.

## Понашање
Приликом храњења, сива лисконога често плива у малом, брзом кругу, формирајући мали вртлог. Сматра се да ово понашање помаже у храњењу подизањем хране са дна плитке воде. Птица ће посегнути кљуном у периферију вртлога, узимајући мале инсекте или ракове који се у њему заглаве. Понекад лете да би ухватили инсекте у лету. На отвореном океану се налазе у подручјима где конвергентне океанске струје стварају издизања таласа и често се налазе у близини група китова. Ван сезоне гнежђења често путују у јатима.
Ова врста је често веома питомa и приступачна.

## Статус и очување
Сива лисконога је једна од врста на коју се примењује Споразум о очувању афричко-евроазијских птица селица водених станишта (AEWA).